# 中国本土

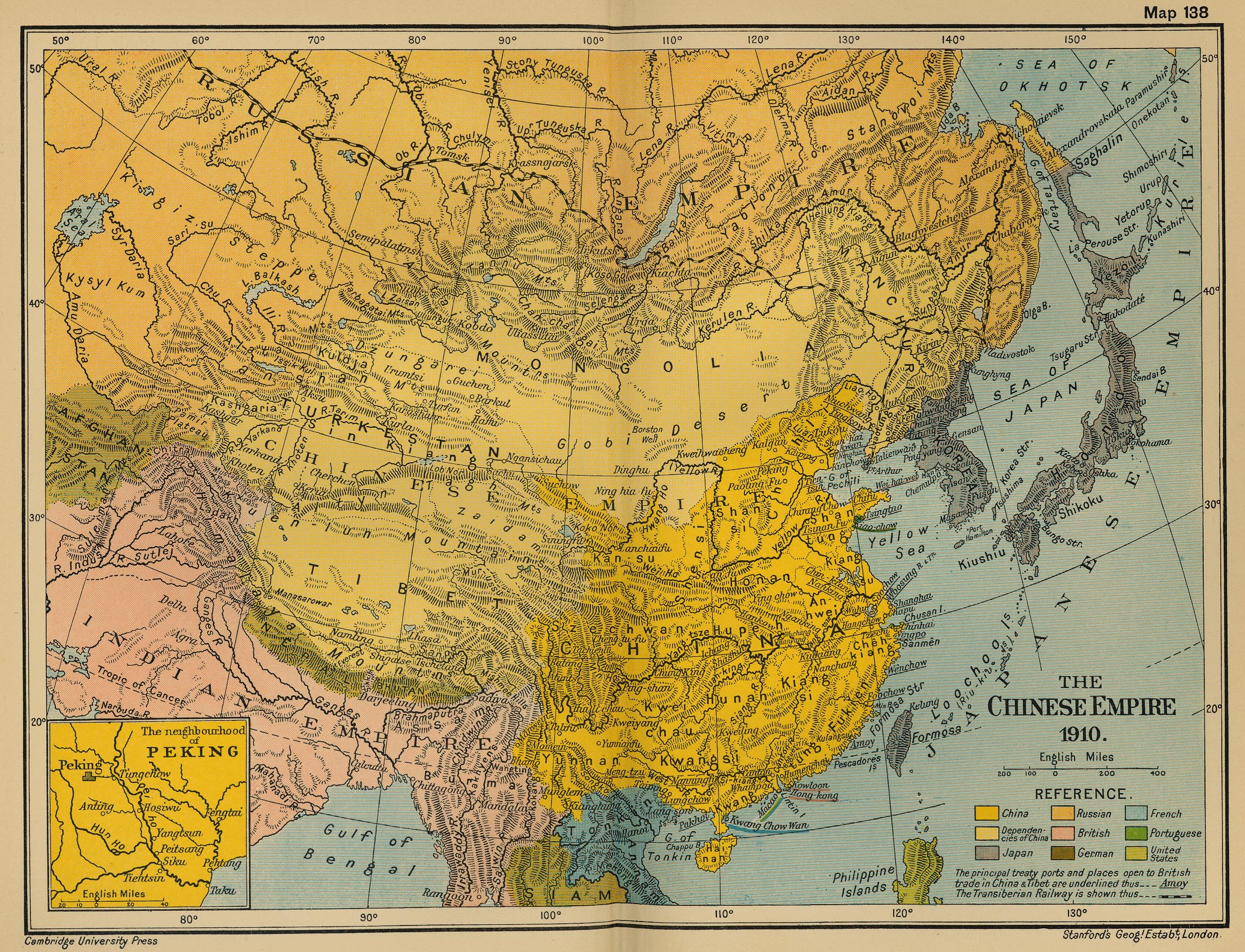
清朝末期の中華帝国 (Ｃhinese Empire) の地図（1910年）
_{右下記載の凡例（REFERENCE）によると、清の領土は濃い黄色の「中国」 (China) と薄い黄色の「中国の属領」 (Dependencies of China)とに塗り分けられている。また、下線の引かれた都市名に対する解説文では「中国及びチベット」（China and Tibet）と両者を別個に区分している。}

中国本土（ちゅうごくほんど、英語: China proper）は、中国の領域の中で歴史的に漢民族が多数派民族である地域を、清代以降中国に内包された他の地域（外中国）と対比して指す表現。
中国本土の面積はおよそ390万km2とされ 、東トルキスタン（新疆）、チベット、満洲（中国東北部）、モンゴルは歴史的に中国の内地・本土とは見なされない「外中国」の地域とされる。

## 名称
中国語では「漢地」または「漢境」「漢疆」等と表現され、かつて日本では支那、支那本部（しなほんぶ）と呼ばれていた。日本の人文科学で「シナ」（カタカナ表記）と呼ばれる歴史的領域の最終的な姿にほぼ一致する。
中国本土は、北方の外中国の広大な領域とはおおむね万里の長城によって区画されており、清朝の時代に入ると中央政府が設置する十八の「省」によって管理された。そのため、清朝から中華民国初期にかけての時代（清末民初）には内地十八省（ないちじゅうはっしょう）という表現が用いられていた。

## 概念の起源
「中国本土」という概念に相当する英語「チャイナ・プロパー（China proper）」などの表現が、いつ頃西洋で用いられ始めたのかははっきりしていない。米国の中国専門家ハリー・ハーディングによれば、その用例は1827年まで遡ることができるという（Harding、1993）。しかし、それ以前にも、1795年にウィリアム・ウィンターボサムが、著書の中でこの概念に触れている（Winterbotham, 1795, pp.35-37）。清朝の中国帝国について述べる際に、ウィンターボサムは、これを中国本土（China proper）、中国領タタール地域（Chinese Tartary、満洲）、朝貢国に三分している。ウィンターボサムは、デュ・アルドやグロシエの説に従い、「China」の呼称は秦に由来すると考えていた。その上でウィンターボサムは、「シナ（China）と、本来（properly）呼ばれるのは、…… 緯度で南北18度、経度で東西はもう少し狭い範囲」と述べている。
しかし、中国本土（チャイナ・プロパー）という用語を導入しながら、ウィンターボサムは1662年に廃された明の15省体制に基づいた記述をしている。明の15省の地方区分と比べると、ウィンターボサムは江南（Kiang-nan）を省名としているが、この地域は明代には南直隷と呼ばれており、江南に改称されたのは満洲族が明を倒した翌年1645年のことであった。この15省体制は、1662年から1667年にかけて18省体制に再編された。ウィンターボサムが中国本土（チャイナ・プロパー）の説明に、15省体制を前提としつつ江南省の名称を用いたということは、この概念が1645年から1662年にかけての時期に登場してきたことを示している。
1795年のウィンターボサムの著書以前にも、中国本土（チャイナ・プロパー）という概念が用いられている例はあり、1790年の雑誌『The Gentleman's Magazine』や、1749年の雑誌『The Monthly Review』にも用例がある。 
19世紀には、「チャイナ・プロパー」という用語は、中国当局者がヨーロッパの言語でコミュニケーションを図る場合にも使われるようになる。例えば、清が英国に派遣した大使曽紀沢は、1887年に英文で公表した記事でこの用語を使っている。

## 中国における認識と論争

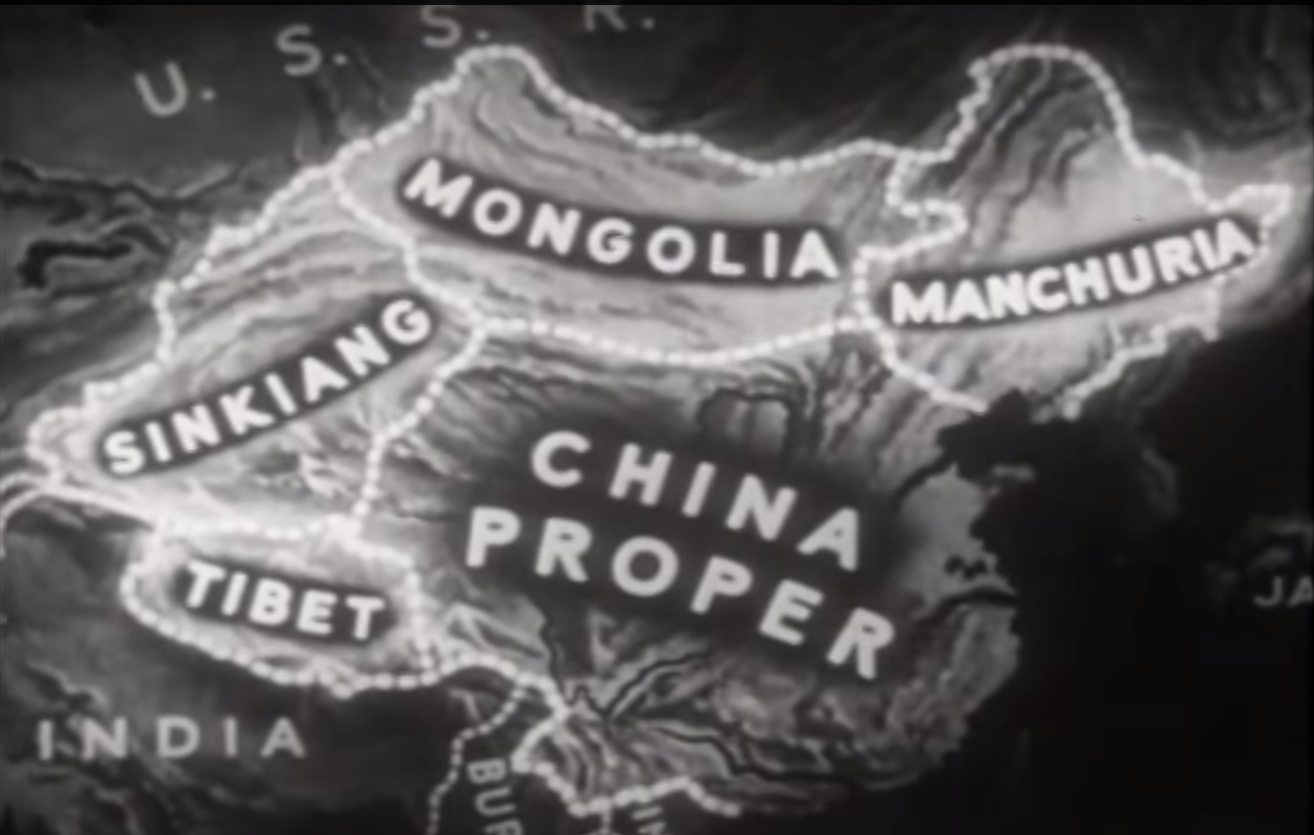
アメリカ合衆国のプロパガンダ映画『ザ・バトル・オブ・チャイナ』における「中国」の地図（1944年）
_{当時の連合国が「中華民国の領土」と認識していた範囲の中で、中国本土（China Proper）と満洲（Manchuria）・モンゴル（Mongolia）・新疆（Sinkiang）・チベット（Tibet）が明確に区別されている。}

「中国本土」の概念は、中国へは清時代後期にもたらされ、後述のように18個の省が統治する地域を「内地十八省」と表現するようになった。
また、清末民初（清朝末期から中華民国の初期）の時期には、革命派や中国共産党の関係者にこの概念が受容されて「中國本部」という用語が使用されるようになった。例えば、鄒容の『革命軍』（1903年）第四章「革命必剖清人種」、孫文の『実業計画』（1921年）、中国共産党第二次全国代表大会（1922年）の「大会宣言」や「『帝国主義と中国および中国共産党』に関する決議案」などには「中國本部」という表現が用いられていた。台湾で出版される歴史の記述においては、柏楊の『中国人史綱』（1979年）や、許倬雲らの文章のように、第二次世界大戦後においても「中國本部」という表現が用いられることがある。
しかし、その後「中華民族」概念が広まると、中華民国やその後の中華人民共和国において、「中國本部」は排除される表現となった。1950年代に、銭穆は『中国歴代政治得失』第四講「明代」の中で、「中國本部」は「外国勢力が意図的に物事の是非を混乱させ侵略の口実として作り出したものだ」と述べている。
「中国本土（チャイナ・プロパー）」という用語は、中華民族の歴史的、文化人類学的な中核地域という意味で解釈される場合は、さほど論争的になるわけではない。一般的に、この概念は柔軟なところがあり、定義も文脈によってしばしば変わっていく。繰り入れられたり、除外されたりする地域によっても、中国本土（チャイナ・プロパー）の現代における解釈は影響を受ける。

## 範囲

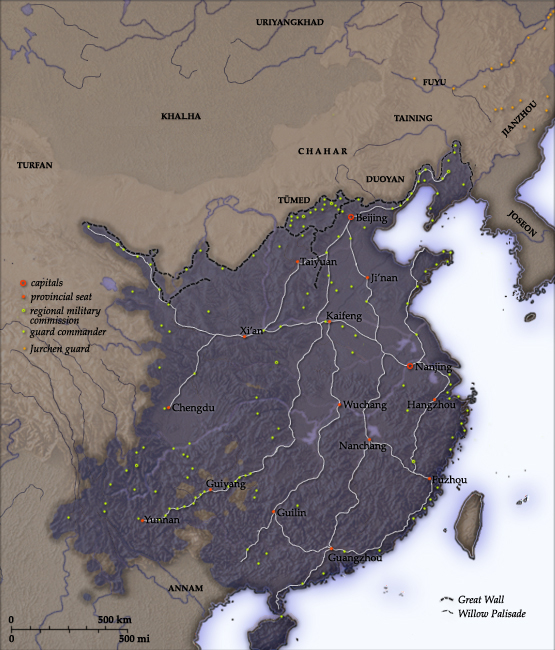
明代末の中国本土のおおよその範囲

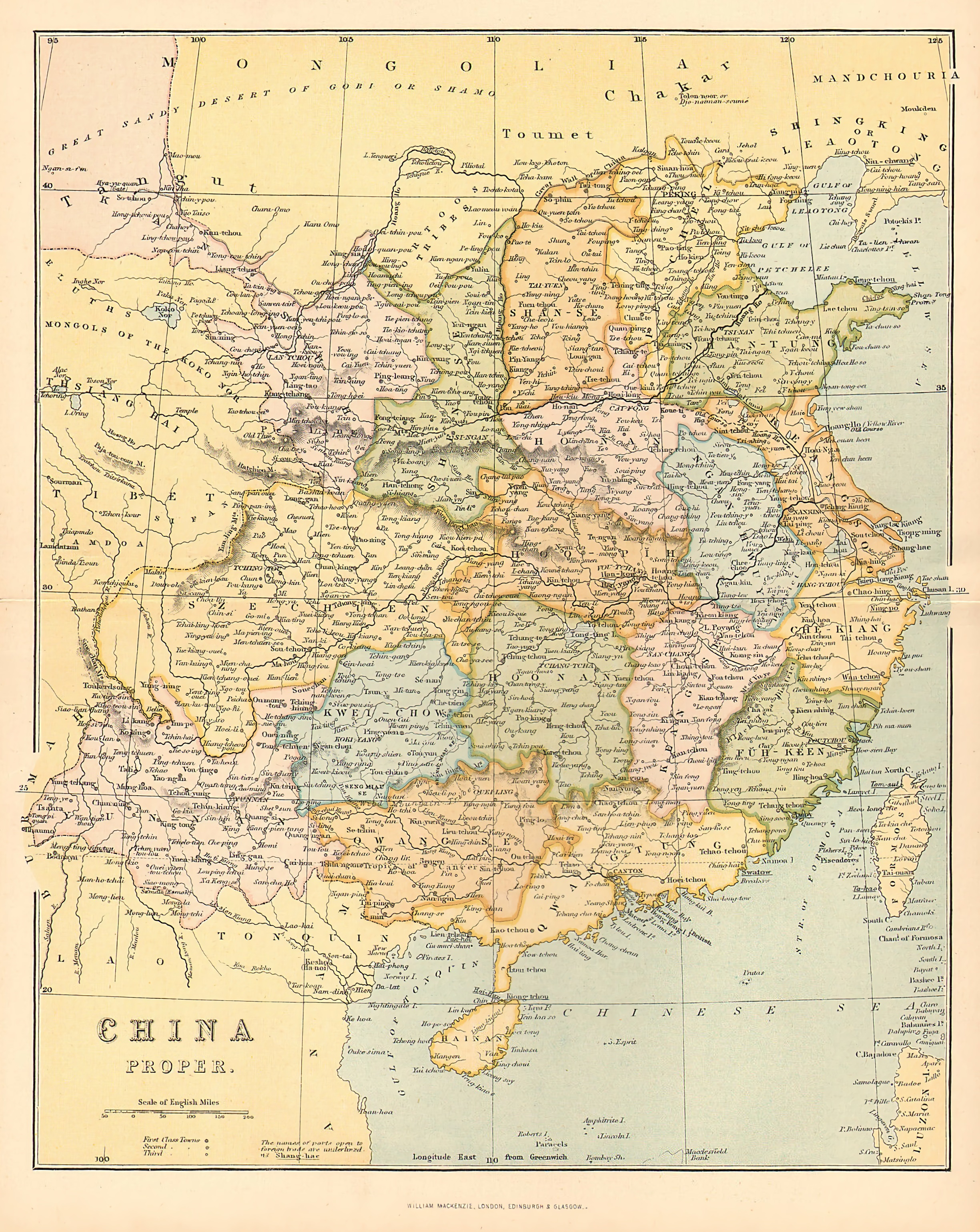
1866年当時の十八省（台湾省の分離以前）

中国本土の範囲については、確定した境界があるわけではない。この用語は、歴史的、行政的、文化的、言語的など、多様な観点からみた、中核地域とフロンティアの対比を表現するものである。

### 歴史的観点
中国本土の広がりを捉える方法のひとつは、漢民族が建ててきた古代王朝の領域を検討することである。中国文明は、中核地域である中原に発祥し、周囲の民族を征服して同化し、逆に征服されて影響を受けながら、数千年にわたって外へと拡大してきた。歴代王朝の一部、特に漢と唐は、拡張主義的であり、中央アジアへと勢力を伸ばしたが、晋や宋のように華北平原を北東アジアや中央アジアの対抗する遊牧勢力に明け渡すこともあった。
漢民族が建てた最後の王朝である明は、中国を支配した最後から2番目の王朝でもある。明は布政使司（ふせいしし）13、皇帝直属の直隷2と、合わせて15の行政単位を設けて統治を行った。満洲族の建てた清が明を征服した後も、明の支配下にあった地域ではこの制度が維持されたが、それ以外の清の支配地域、つまり満洲、蒙古、新疆、チベットには、この制度を広げなかった。満洲は満洲民族の故地として特別に支配され、モンゴルやチベットでは土着の領主（土司）らを通じた間接支配を行った。その後、若干の制度再編があり、清は中国本土を十八省（一十八行省）の体制で統治していった。西洋諸国の初期の文献が「中国本土（チャイナ・プロパー）」として言及していたのは、この十八省の範囲であった。
明代の体制と、清の十八省では、細部では異なる部分もある。例えば、満洲の一部（遼東、遼西）は明の領土に組み込まれて山東省の一部となっていたが、明を征服する前にまずこの地域を征服した満洲族は、この地を中国本土から切り離し、清による中国統一後は副都・奉天府が管轄する、内地とは異なる行政制度の下に置くようになった。一方、清が新たに獲得した領土であった台湾は、中国本土の一部である福建省に編入された。チベット東部の一部となるカム東部は四川省に編入され、現在のミャンマー北部の一部は雲南省に編入された。
清末になると、省の制度を中国本土の外にも広げようとする動きがあった。台湾は、列強に対する国防上の観点から、福建省とは別の独立した省とすることとなり、1885年に福建台湾省が成立したが、後に日清戦争の結果、1895年の下関条約によって日本に割譲された。1884年には新疆省が設けられ、1907年には満洲に奉天省（後の遼寧省）、吉林省、黒竜江省の3省が置かれた。チベットではキリスト教宣教師に対する暴動の鎮圧を理由として四川総督の趙爾豊が軍を進め、諸侯やガンデンポタンの抵抗を押し切り西康省や西蔵省を置こうとした。内モンゴル、外モンゴルにも省制度を敷く提案はあったが実施はされず、これらの地域は1912年の清の滅亡まで、中国の省制度の外に置かれていた。
清代の十八省
| 当初の「十八省」 | 当初の「十八省」 |
| --- | --- |
| - 直隷 - 後の河北省 - 河南省 - 山東省 - 山西省 - 陝西省 - 甘粛省 - 湖北省 - 湖南省 - 広東省                                                                               | - 広西省 - 後の広西チワン族自治区 - 四川省 - 雲南省 - 貴州省 - 江蘇省 - 江西省 - 浙江省 - 福建省 - 1885年まで台湾を含む - 安徽省 |
| 清末に追加された省 | |
| - 新疆省 - 後の新疆ウイグル自治区 - 奉天省 - 後の遼寧省 - 吉林省 - 現在の吉林省の範囲と異なる - 黒竜江省 - 現在の黒竜江省の範囲と異なる - 福建台湾省 - 1895年に日本へ割譲 | |

武昌起義のさなかの1911年10月11日に中華民国湖北軍政府が掲げた十八星旗（鉄血十八星旗、別名・九角十八星旗）。満洲人の支配に対し、漢民族を主体とする内地十八省を象徴する18個の黄色い星に、古代の九州を象徴する九角の黒い星をあしらう。後に五族共和を象徴する五色旗に替えられた

1912年から1928年まで中華民国の国旗であった五色旗

清末の革命家たちの中には、満洲族の支配から脱し、十八省の領域において帝国から独立した国家の建国を目指し、18個の星をあしらった旗（十八星旗）を用いた者もいたが、帝国をまるごと新しい共和国に置き換えようと、5条の旗（五色旗）を用いる者もいた。清が滅亡した際、皇帝は退位の宣言において新たに誕生した中華民国に全てを譲るとし、後者の考え方がこの新しい共和国の理念「五族共和」となった。ここにいう「五族」とは、漢族、満洲族、蒙古族、回族（現在の回族ではなくウイグル族など新疆のイスラム系諸民族を指す）、チベット族のことである。5条の旗は国旗となり（1912年 - 1928年）、中華民国は清から引き渡された五つの地方すべてを収める単一国家であるとされた。1949年に成立した中華人民共和国も本質的には同様の領土の主張を行っているが、唯一の例外は、モンゴル（外蒙古）の独立を承認しているという点である。結果的に、中国本土という概念は、中国にとって好ましくない考え方となった。
清代の十八省は現在も存在しているが、境界線はかなり変更されている。北京市と天津市は河北省（1928年に直隷省から改称）から離脱し、上海市は江蘇省から、寧夏回族自治区は甘粛省から、海南省は広東省から、重慶市は四川省からそれぞれ離脱した。広西省は広西チワン族自治区に改められた。清末に設けられた各省も概ね維持されているが、新疆省は中華人民共和国の下で新疆ウイグル自治区となり、東北部の3省は境界が変更され、奉天省は遼寧省と改称している。
清が滅んだ時点で、チベットと内モンゴル、外モンゴルは、中国本土の行政機構の外に置かれており、チベットや外モンゴルは事実上、中国の領域から離脱したのだとする議論も可能である（詳細は、モンゴル国、チベットを参照）。清を継承した中華民国、そして中華人民共和国の政府は、領土を守るためにこの分離をなかったことにしようと努めた。中華民国は、内モンゴルを中国本土に準じて扱い、後に中華人民共和国は内モンゴル全体を内モンゴル自治区とした。チベット東部のアムドとカムの東部・北部は中華民国によって青海省や西康省（後に四川省へ併合）に再編され、中華人民共和国もこれを継承している。最終的には、中華民国時代を通してダライ・ラマの統治下にあったウー・ツァンとカム西部でも、1959年のチベット動乱の事態を受けてダライ・ラマ14世がインドに脱出すると、中華人民共和国によってチベット地方政府（ガンデンポタン）は廃止され、「西蔵自治区籌備委員会」による統治を経て、1965年にチベット自治区が成立した。一方、外モンゴルは、ソ連の援助を受けて1920年に独立した。1961年には、モンゴル加盟案は安全保障理事会を米国の棄権、中国代表権を持っていた中華民国の投票不参加で通過（10月25日）し、モンゴル人民共和国の国連への加盟を果たした。

### 民族的観点

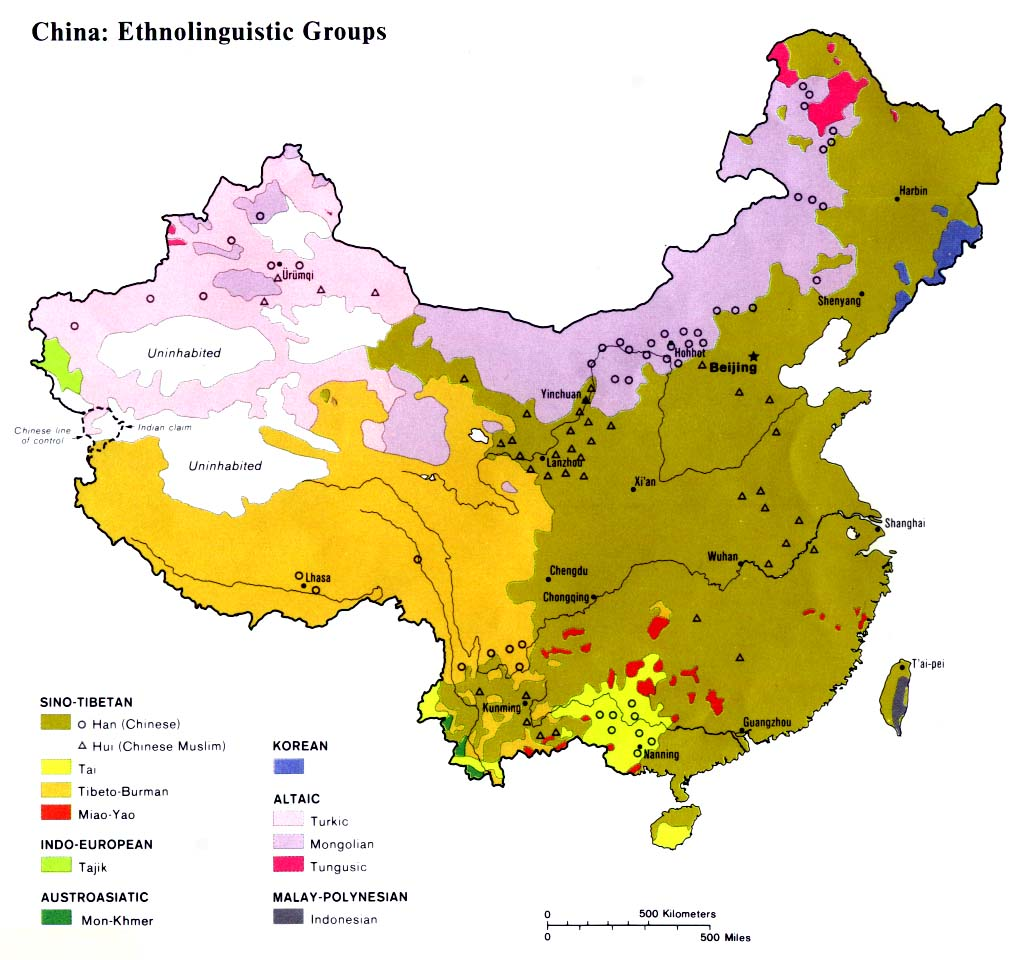
中国の民族分布図。漢民族が多数の地域は茶色で、漢民族が点在する場所は〇で表す。漢民族は国外にも存在するが、省略されている。

中国本土は、しばしば漢民族と関連づけられる概念である。漢民族は中国最大の民族集団であり、その民族性の中核には重要な要素として中国語がある。
しかし、現代における漢民族の分布は、清代の十八省の領域とはあまり一致しない。中国南西部において、例えば雲南省、広西チワン族自治区、貴州省は、明を含め代々の漢民族王朝の領域であり、清代の十八省に含まれていた。ところがこうした地域では、チワン族、ミャオ族、プイ族といった漢民族以外の民族集団が、人口を伸ばしつつある。これに対し、清代末期の「闖関東」以来奨励され続けてきた漢民族の入植拡大の結果として、満洲（中国東北部）のほとんど全域や、内モンゴルの大部分、新疆の多くの地域、チベットに散在する一部地域で、漢民族は多数派となっている。
民族としての漢民族は、中国語話者と同義ではない。漢民族ではない中国の民族集団でも、回族や満洲族、土家族、シェ族の大部分は基本的には中国語しか話さないが、自らを漢民族とみなすことはない。中国語自体も複雑なものであり、相互意思疎通性を基準にして分類を試みるなら、単一の言語であるというよりは関連のある言語の一族とみなすべきものである。
なお、台湾の人口の98%は公式に漢民族と分類されているが、その大部分は原住民の血統を引いている。いずれにせよ、台湾を、中国本土の一部、あるいは中国の一部とみなしてよいかどうかは、それ自体が議論のある主題である。詳細は、台湾の歴史を参照されたい。